# 環状2号線 (横浜市)
環状2号線（かんじょう2ごうせん）は、横浜市の主要な環状道路の一つ。略称は「環2（かんに）」。
都市計画道路としての名称は横浜国際港都建設計画道路3・1・1号環状2号線。環状3号線と環状4号線とともに横浜市3環状10放射道路ネットワークを構成する市内の主要な環状道路である。全線が主要地方道に指定された市道であり、「横浜環状2号線」として地域高規格道路にも指定されている。また、主要地方道として17号という番号を持っており、道路標識等にも表示されている。

## 概要
横浜市の中心部を取り巻き、市内の高速道路や放射状の幹線道路をつなぐとともに、市の拠点となる地域を連絡する重要な役割を果たす道路である。
磯子から新横浜までの区間では大半が片側3車線となっている上、線形もよく立体交差も至る所にある。そのため、この区間では法定速度を大幅に超えて走行する車も少なくない。このことから神奈川県警察では、白バイ・覆面パトカーによる速度取り締まりを重点的に行っている。

## 路線データ
- 本線（Google マップ）
  - 起点 - 磯子区森三丁目
  - 終点 - 鶴見区上末吉五丁目
  - 延長 - 24.5 km
- 森支線（支線1号線/Google マップ）
  - 起点 - 磯子区森五丁目
  - 終点 - 磯子区森一丁目
  - 延長 - 1.22 km

## 歴史
- 1950年（昭和25年）6月17日 - 都市計画決定
- 1964年（昭和39年） - 新横浜地区周辺が開通
- 1998年（平成10年）3月 - 一部暫定2車線および工事中のまま鶴見区 - 磯子区まで開通
- 1999年（平成11年）3月 - 日野高架橋、港南ひまわりトンネル部分977 mが開通
- 2001年（平成13年）1月18日 - 国道16号（保土ケ谷区）との接続ランプが開通
- 2001年（平成13年）3月30日 - 打越高架橋開通・東川島高架橋開通により全線4車線以上化
- 2005年（平成17年）3月28日 - 森支線（屏風ケ浦バイパス）開通により全区間工事終了

## 通過地・交差する道路
- 磯子区
  - 森
    - 国道16号（屏風ヶ浦交差点）
    - 森支線（屏風ヶ浦バイパス）
- 港南区
  - 笹下

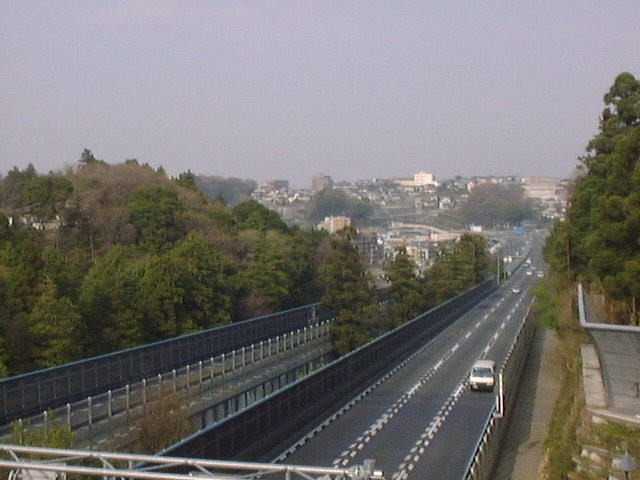
陣ヶ下トンネル上より東川島高架橋を望む

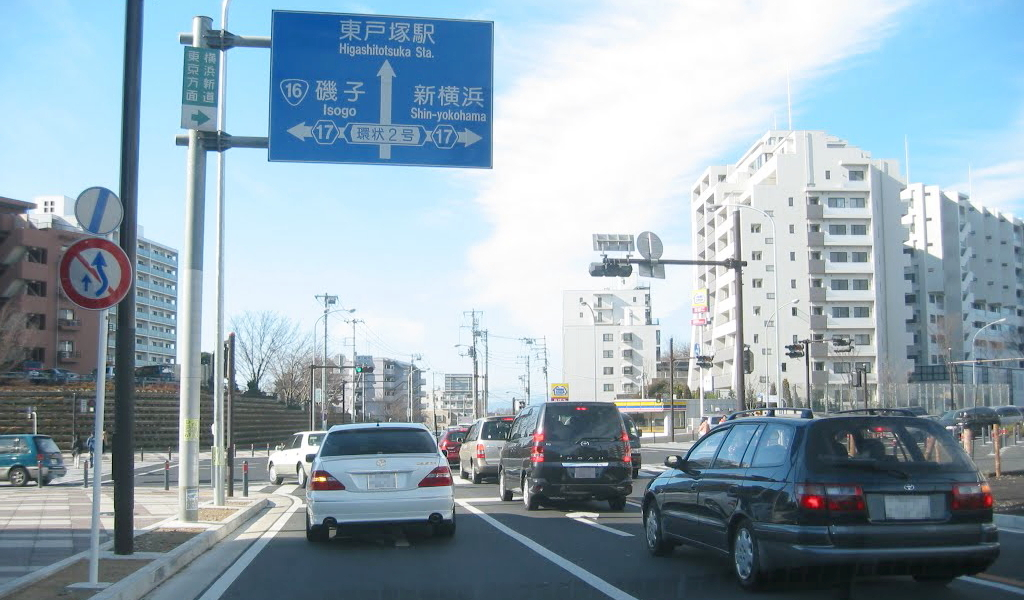
環2境木交差点（品濃町)

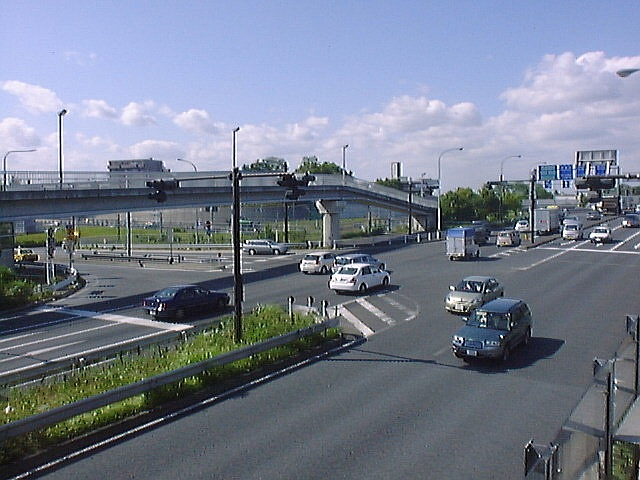
新桜ヶ丘インター南交差点（保土ヶ谷バイパス新桜ヶ丘IC）

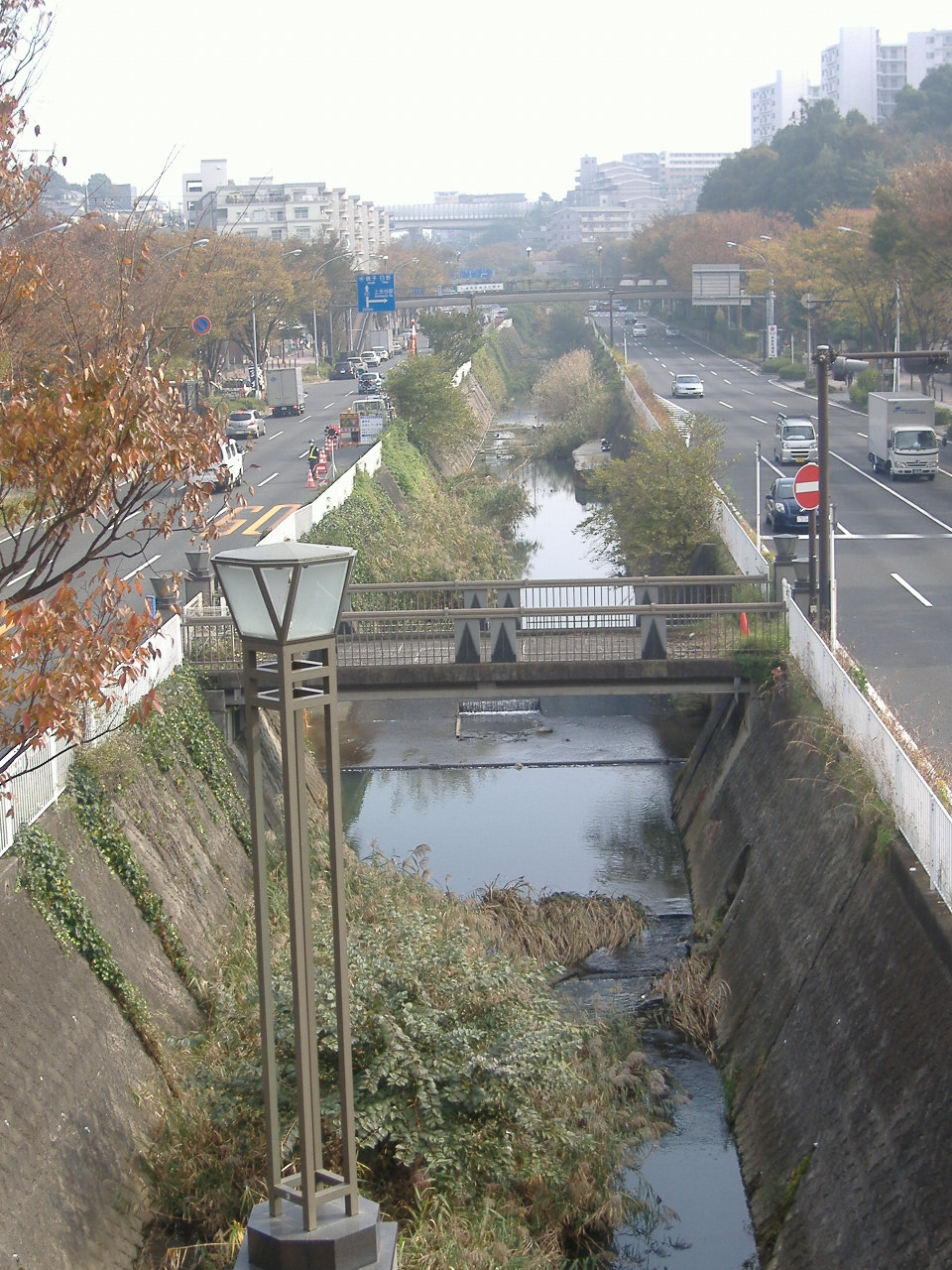
上永谷周辺（間を流れるのは平戸永谷川）

    - 神奈川県道22号横浜伊勢原線（打越交差点）

  - 港南
  - 日野中央
  - 日野
    - 神奈川県道21号横浜鎌倉線 (鎌倉街道)
    - 神奈川県道22号横浜伊勢原線（吉原小入口交差点、日野二丁目 - 環2水田交差点まで重複）
    - （横浜横須賀道路）

  - 上永谷
  - 下永谷
    - 神奈川県道22号横浜伊勢原線（環2般若寺交差点）
- 戸塚区
  - 平戸町
    - 国道1号
    - 神奈川県道218号弥生台桜木町線

  - 品濃町
- 保土ケ谷区
  - 境木本町
    - 都市計画道路権太坂和泉線（環2境木交差点）

  - 境木町
  - 今井町
    - 国道1号横浜新道今井IC
    - 保土ヶ谷バイパス新桜ヶ丘IC
- 旭区
  - 市沢町
- 保土ケ谷区
  - 川島町
  - 東川島町
  - 上星川
    - 国道16号 (八王子街道)
- 神奈川区
  - 羽沢南
    - 羽沢池辺線(工事中)
    - 羽沢横浜国大駅前

  - 羽沢町
    - 第三京浜道路羽沢IC（保土ケ谷方面からの上り線オンランプ）

  - 三枚町
    - 神奈川県道13号横浜生田線（三枚町 - 岸根交差点まで重複）
- 港北区
  - 鳥山町
  - 岸根町
    - 神奈川県道12号横浜上麻生線（岸根交差点）

  - 新横浜
    - 都市計画道路宮内新横浜線（新横浜駅入口交差点）
    - 横浜市道新横浜元石川線（新横浜歩道橋交差点）

  - 大豆戸町
  - 菊名
    - 神奈川県道2号東京丸子横浜線 (綱島街道)（大豆戸交差点）

  - 師岡町
- 鶴見区
  - 獅子ヶ谷
  - 駒岡
    - 神奈川県道111号大田神奈川線 (鶴見獅子ケ谷通)（環2駒岡（旧：駒岡不動尊）交差点）

  - 梶山
  - 上末吉
    - 神奈川県道14号鶴見溝ノ口線（上末吉交差点まで重複）
    - 神奈川県道140号川崎町田線・横浜市道末吉橋第121号線 (末吉大通り)（上末吉交差点）

- 森支線（屏風ヶ浦バイパス）
  - 新森町
    - 国道357号
    - （首都高速湾岸線）